# هوبرت درایفوس
هوبرت دریفوس (به انگلیسی: Hubert Dreyfus) (زادهٔ ۱۵ اکتبر ۱۹۲۹–۲۲ آوریل ۲۰۱۷) فیلسوف آمریکایی و استاد فلسفه در دانشگاه برکلی در کالیفرنیا بود.

## زندگی
دریفوس در ۱۵ اکتبر ۱۹۲۹ در ترا اوت، ایندیانا متولد شد و از دانشگاه هاروارد مدرک پی اچ دی دریافت کرد. کتاب‌های در زمینه فلسفه هایدگر از معتبرترین کتب درسی هستند.
زمینه‌های مطالعاتی او در برگیرنده پدیدار شناسی، اگزیستانسیالیسم، فلسفه روانشناسی و فلسفه ادبیات است. از تازه‌ترین زمینه‌های تحقیقاتی دریفوس می‌توان به بررسی مفاهیم فلسفی هوش مصنوعی اشاره کرد. دریفوس به تفسیر متون فیلسوف آلمانی مارتین هایدگر معروف شده‌است که ناقدان آن را دریدگر می‌نامند. شماری از دانشجویان او در دانشگاه‌های پیشرو در زمینه فلسفه دارای موقعیت استادی هستند.
دریفوس در ۲۲ آوریل ۲۰۱۷ در سن ۸۷ سالگی درگذشت.او در خانه‌اش در برکلی (ایالت کالیفرنیا) درگذشت. دانشگاه کالیفرنیا در برکلی، جایی که او مدت‌ها استادش بود، سرطان را علت فوت او اعلام کرد.

## نقد هوش مصنوعی
نقد دریفوس بر هوش مصنوعی بر پایه نقد چهار پیشفرض هوش مصنوعی بنا شده‌است. این چهار پیش فرض شامل
1. پیش‌فرض بیولوژی: مغز مثل یک سخت‌افزار کامپیوتری و هوش مثل نرم‌افزار آن است.
2. پیش‌فرض روانشناسی: مغز با محاسبات گسسته روی نمادها و نشانه‌ها کار می‌کند.
3. پیش‌فرض معرفت شناسانه: همه فعالیت‌های مغزی را می‌توان با استخراج قوانین مربوطه پیش‌بینی و مدل کرد.
4. پیش‌فرض هستی شناسانه: واقعیت مجموعه‌ای از حقیقت‌های به هم نامرتبط است.